# Peter William Ball
Peter William Ball  ( n. 1932 ) es un botánico y profesor canadiense.
Desarrolla su actividad científica en el "Departamento de Botánica" del "Colegio Erindale", Universidad de Toronto.

## Algunas publicaciones
- Ball, PW, G Kadereit. 2007. Salicornia & Sarcocornia in North America: problems of incongruity between molecular phylogeny & morphology. Bot.Soc.Am.
- Harris, SA; PW Ball. 2004. New records of Cyperaceae and Juncaceae from the Yukon Territory. Can. Field-Naturalist 118 (2): 266-267
- Ball, PW; AA Reznicek . 2003. Carex, laîche. Flora North America 23
- Ball, PW; AA Reznicek; DF Murray. 2003. Sedge Family CYPERACEAE Jussieu. Flora North America 23
- Ball, PW. 1998. Carex mckittrickensis (Cyperaceae), a New Species from Western Texas. Novon: 8: 3: 220-224
- Crins, WJ; PW Ball. 1989. Taxonomy of the Carex flava complex (Cyperaceae) in North America & northern Eurasia. I. Numerical taxonomy & character analysis. Can.J.Bot. 67 (4): 1032-1047
- Crins, WJ; PW Ball. 1989. Taxonomy of the Carex flava complex (Cyperaceae) in North America & northern Eurasia. II. Taxonomic treatment . Can.J.Bot. 67 (4): 1048-1065
- Crins, WJ; PW Ball. 1988. Sectional Limits and Phylogenetic Considerations in Carex Section Ceratocystis (Cyperaceae). Brittonia: 40 (1): 38-47
- Crins, WJ; PW Ball. 1983. The taxonomy of the Carex pensylvanica complex (Cyperaceae) in North America. Can.J.Bot. 61 (6): 1692-1717

- La abreviatura «P.W.Ball» se emplea para indicar a Peter William Ball como autoridad en la descripción y clasificación científica de los vegetales.[1]